# Willy Rathnov
Kay Willy Rathnov, född 13 maj 1937 i Roskilde, död 29 augusti 1999 i Farum, var en dansk skådespelare. Rathnov har bland annat medverkat i tv-serien Huset på Christianshavn och i filmer om Olsen-banden.

## Filmografi i urval
- 1960 – Frihedens pris
- 1962 – Weekend
- 1964 – Mord for åbent tæppe
- 1964 – Operation Knäck och Bräck eller Vår man Tuffa Arne
- 1967 – Onkel Joakims hemmelighed
- 1967–1968 – Københavnerliv (TV-serie)
- 1968 – Panik i lumpen
- 1969 – Kalabalik hos polisen
- 1969 – Den ståndaktige soldaten
- 1970 – Bocken i vilda västern
- 1970–1971 – Smuglerne (TV-serie)
- 1970–1977 – Huset på Christianshavn (TV-serie)
- 1971 – Ballade på Christianshavn
- 1971 – Bocken som sheriff
- 1971 – Olsen-banden i Jylland
- 1972 – Manden på Svanegården
- 1972 – Nu går den på Dagmar
- 1975 – Hoppla på sängkanten
- 1978 – Strandfyndet (TV-serie)
- 1979 – Olsen-banden overgiver sig aldrig